# Principatul Muntenegrului
Principatul Muntenegru a fost un stat care a existat în Europa de Sud-Est de la 13 martie 1852 până pe 28 august 1910

## Istorie
La 13 martie 1852, mitropolitul Danilo Petrović-Njegoš s-a proclamat principe al Muntenegrului sub numele de Danilo I, abolind regimul teocratic dupa mai bine de 8 secole de stăpânire a reprezentanților Bisericii Ortodoxe pe teritoriul muntenegrean. A organizat armata și a elaborat Constituția din 1855. Și-a extins teritoriul în urma unor bătălii sângeroase cu Imperiul Otoman, ce au culminat cu bătălia de la Grahovac, considerată una dintre cele mai mari înfrângeri ale Porții.
După asasinarea lui Danilo I, principe a fost proclamat nepotul său, Nikola I. Războiul din 1861-1862 dintre Muntenegru și Imperiul Otoman, a avut ca urmare represalii aplicate primei. Importul de arme a fost interzist, iar la granița dintre Herțegovina și Muntenegru erau plasate trupe otomane.
În 1876, Muntenegru a declarat război Imperiului Otoman. Intervenția treptată a mai multor țări în război, inclusiv Rusia și România, a facilitat obținerea independenței prin încheierea Congresului de la Berlin, între Marile Puteri și Imperiul Otoman slăbit. Reformele de secularizare au continuat și sub principele Nikola I. În anul 1879, s-a ales primul Parlament din istoria Muntenegrului și s-a constituit primul Consiliu de Miniștri, condus de Božo Petrović-Njegoš, o rudă a principelui. În 1905, s-a adoptat o nouă Constituție ce prevedea o monarhie constituțională cu un regim parlamentar liberal. În anul 1910, principele Nikola I s-a încoronat rege, punând capăt principatului.